# Parafia św. Michała Archanioła w Ciechocinku
Parafia św. Michała Archanioła – prawosławna parafia wojskowa w Ciechocinku.
Parafia posiada 1 cerkiew:
- cerkiew św. Michała Archanioła w Ciechocinku

## Historia
Parafia została erygowana 5 listopada 1996 z inicjatywy ówczesnego prawosławnego ordynariusza Wojska Polskiego Sawy, po odnowieniu cerkwi wzniesionej w 1894 przez władze rosyjskie.

## Wykaz proboszczów
- ?–2018 – ks. Mikołaj Hajduczenia
- od 2018 – ks. Mirosław Kuczyński[1]